# Volta ao Algarve 2022
Volta ao Algarve 2022 – 48. edycja wyścigu kolarskiego Volta ao Algarve, która odbyła się w dniach od 16 do 20 lutego 2022 na liczącej ponad 795 kilometrów trasie składającej się z 5 etapów i biegnącej na terenie regionu Algarve. Wyścig kategorii 2.Pro był częścią UCI ProSeries 2022.

## Etapy
| Etap | Data   | Start – Meta                        | type                       | Dystans (km) | Suma wzniesień (m) | Zwycięzca etapu | Lider           |
| ---- | ------ | ----------------------------------- | -------------------------- | ------------ | ------------------ | --------------- | --------------- |
| 1    | 16 lut | Portimão – Lagos                    | pagórkowaty                | 199,1        | 2834 m             | Fabio Jakobsen  | Fabio Jakobsen  |
| 2    | 17 lut | Albufeira – Fóia                    | górski                     | 182,4        | 4857 m             | David Gaudu     | David Gaudu     |
| 3    | 18 lut | Almodôvar – Faro                    | pagórkowaty                | 209,1        | 2483 m             | Fabio Jakobsen  | David Gaudu     |
| 4    | 19 lut | Vila Real de Santo António – Tavira | jazda indywidualna na czas | 32,2         | 407 m              | Remco Evenepoel | Remco Evenepoel |
| 5    | 20 lut | Lagoa – Alto do Malhão              | górzysty                   | 173          | 3612 m             | Sergio Higuita  | Remco Evenepoel |

## Uczestnicy

### Drużyny
| WorldTeams (10)- Quick-Step Alpha Vinyl - Ineos Grenadiers - Jumbo-Visma - UAE Team Emirates - Bora-Hansgrohe - Astana Qazaqstan Team - Intermarché-Wanty-Gobert Matériaux - Groupama-FDJ - Trek-Segafredo - Cofidis ProTeams (5)- Alpecin-Fenix - Caja Rural-Seguros RGA - Euskaltel-Euskadi - Human Powered Health - Arkéa-Samsic Continental teams (10)- Atum General-Tavira-Maria Nova Hotel - Aviludo-Louletano-Loulé Concelho - Efapel Cycling - ABTF Betão-Feirense - Glassdrive-Q8-Anicolor - Kelly-InOutBuild-UD Oliveirense - LA Alumínios-Credibom-Marcos Car - Rádio Popular-Paredes-Boavista - Tavfer-Mortágua-Ovos Matinados - W52-FC Porto |
| |

### Lista startowa
| Ineos Grenadiers IGD | Ineos Grenadiers IGD               | Ineos Grenadiers IGD |
| -------------------- | ---------------------------------- | -------------------- |
| Nr                   | Kolarz                             | Miejsce              |
| 1                    | Ethan Hayter (GBR) (ITT)           | 4.                   |
| 2                    | Jonathan Castroviejo (ESP)         | 29.                  |
| 3                    | Daniel Felipe Martínez (COL) (ITT) | 3.                   |
| 4                    | Thomas Pidcock (GBR)               | DNF-5                |
| 5                    | Geraint Thomas (GBR)               | 62.                  |
| 6                    | Ben Tulett (GBR)                   | 102.                 |
| 7                    | Dylan van Baarle (NED)             | 10.                  |

| Astana Qazaqstan Team AST | Astana Qazaqstan Team AST | Astana Qazaqstan Team AST |
| ------------------------- | ------------------------- | ------------------------- |
| Nr                        | Kolarz                    | Miejsce                   |
| 11                        | Samuele Battistella (ITA) | DNF-5                     |
| 12                        | Javier Romo (ESP)         | DNF-5                     |
| 13                        | Leonardo Basso (ITA)      | 107.                      |
| 14                        | Joe Dombrowski (USA)      | 125.                      |
| 15                        | Michele Gazzoli (ITA)     | 96.                       |
| 16                        | Dmitrij Gruzdiew (KAZ)    | 81.                       |
| 17                        | Davide Martinelli (ITA)   | 99.                       |

| Bora-Hansgrohe BOH | Bora-Hansgrohe BOH           | Bora-Hansgrohe BOH |
| ------------------ | ---------------------------- | ------------------ |
| Nr                 | Kolarz                       | Miejsce            |
| 21                 | Sergio Higuita (COL) (szosa) | 13.                |
| 22                 | Luis-Joe Lührs (GER)         | DNF-3              |
| 23                 | Jonas Koch (GER)             | 40.                |
| 24                 | Jordi Meeus (BEL)            | 116.               |
| 25                 | Anton Palzer (GER)           | 24.                |
| 26                 | Nils Politt (GER)            | DNS-2              |
| 27                 | Lukas Pöstlberger (AUT)      | 95.                |

| Cofidis COF | Cofidis COF              | Cofidis COF |
| ----------- | ------------------------ | ----------- |
| Nr          | Kolarz                   | Miejsce     |
| 31          | Ion Izagirre (ESP) (ITT) | DNF-2       |
| 32          | Jelle Wallays (BEL)      | DNS-1       |
| 33          | Tom Bohli (SUI)          | 97.         |
| 34          | Davide Cimolai (ITA)     | 113.        |
| 35          | Bryan Coquard (FRA)      | 71.         |
| 36          | José Herrada (ESP)       | 20.         |
| 37          | André Carvalho (POR)     | 39.         |

| Groupama-FDJ GFC | Groupama-FDJ GFC        | Groupama-FDJ GFC |
| ---------------- | ----------------------- | ---------------- |
| Nr               | Kolarz                  | Miejsce          |
| 41               | David Gaudu (FRA)       | 5.               |
| 42               | Stefan Küng (SUI) (ITT) | 7.               |
| 43               | Olivier Le Gac (FRA)    | 44.              |
| 44               | Fabian Lienhard (SUI)   | 101.             |
| 45               | Attila Valter (HUN)     | 38.              |
| 46               | Lars van den Berg (NED) | DNF-2            |

| Intermarché-Wanty-Gobert Matériaux IWG | Intermarché-Wanty-Gobert Matériaux IWG | Intermarché-Wanty-Gobert Matériaux IWG |
| -------------------------------------- | -------------------------------------- | -------------------------------------- |
| Nr                                     | Kolarz                                 | Miejsce                                |
| 51                                     | Sven Erik Bystrøm (NOR)                | 9.                                     |
| 52                                     | Loïc Vliegen (BEL)                     | 56.                                    |
| 53                                     | Aimé De Gendt (BEL)                    | 82.                                    |
| 54                                     | Alexander Kristoff (NOR)               | 98.                                    |
| 55                                     | Andrea Pasqualon (ITA)                 | DNS-3                                  |
| 56                                     | Adrien Petit (FRA)                     | 64.                                    |
| 57                                     | Georg Zimmermann (GER)                 | 18.                                    |

| Jumbo-Visma TJV | Jumbo-Visma TJV              | Jumbo-Visma TJV |
| --------------- | ---------------------------- | --------------- |
| Nr              | Kolarz                       | Miejsce         |
| 62              | Tobias Foss (NOR)            | 6.              |
| 63              | Robert Gesink (NED)          | 30.             |
| 64              | Michel Heßmann (GER)         | 87.             |
| 65              | Pascal Eenkhoorn (NED)       | 75.             |
| 66              | Johannes Staune-Mittet (NOR) | 32.             |

| Quick-Step Alpha Vinyl QST | Quick-Step Alpha Vinyl QST | Quick-Step Alpha Vinyl QST |
| -------------------------- | -------------------------- | -------------------------- |
| Nr                         | Kolarz                     | Miejsce                    |
| 71                         | Kasper Asgreen (DEN)       | 79.                        |
| 72                         | Tim Declercq (BEL)         | DNS-2                      |
| 73                         | Remco Evenepoel (BEL)      | 1.                         |
| 74                         | Fabio Jakobsen (NED)       | 129.                       |
| 75                         | Yves Lampaert (BEL)        | 83.                        |
| 76                         | Bert Van Lerberghe (BEL)   | 126.                       |
| 77                         | Louis Vervaeke (BEL)       | 35.                        |

| Trek-Segafredo TFS | Trek-Segafredo TFS      | Trek-Segafredo TFS |
| ------------------ | ----------------------- | ------------------ |
| Nr                 | Kolarz                  | Miejsce            |
| 81                 | Filippo Baroncini (ITA) | DNF-1              |
| 82                 | Julien Bernard (FRA)    | 11.                |
| 83                 | Tony Gallopin (FRA)     | 14.                |
| 84                 | Daan Hoole (NED)        | 54.                |
| 85                 | Alexander Kamp (DEN)    | 115.               |
| 86                 | Juan Pedro López (ESP)  | 41.                |

| UAE Team Emirates UAD | UAE Team Emirates UAD       | UAE Team Emirates UAD |
| --------------------- | --------------------------- | --------------------- |
| Nr                    | Kolarz                      | Miejsce               |
| 91                    | Oliviero Troia (ITA)        | 117.                  |
| 92                    | Juan Sebastián Molano (COL) | DNF-1                 |
| 94                    | Brandon McNulty (USA)       | 2.                    |
| 95                    | Ivo Oliveira (POR)          | 84.                   |
| 96                    | Rui Oliveira (POR)          | 31.                   |

| Alpecin-Fenix AFC | Alpecin-Fenix AFC     | Alpecin-Fenix AFC |
| ----------------- | --------------------- | ----------------- |
| Nr                | Kolarz                | Miejsce           |
| 101               | Tim Merlier (BEL)     | 114.              |
| 102               | Michael Gogl (AUT)    | 17.               |
| 103               | Xandro Meurisse (BEL) | 21.               |
| 104               | Tobias Bayer (AUT)    | 61.               |
| 105               | Oscar Riesebeek (NED) | DNF-5             |
| 106               | Jay Vine (AUS)        | 68.               |
| 107               | Dries De Bondt (BEL)  | 93.               |

| Caja Rural-Seguros RGA CJR | Caja Rural-Seguros RGA CJR | Caja Rural-Seguros RGA CJR |
| -------------------------- | -------------------------- | -------------------------- |
| Nr                         | Kolarz                     | Miejsce                    |
| 111                        | Jonathan Lastra (ESP)      | DNS-3                      |
| 112                        | Eduard Prades (ESP)        | 36.                        |
| 113                        | Michal Schlegel (CZE)      | DNF-3                      |
| 114                        | Jhojan García (COL)        | 63.                        |
| 115                        | Iúri Leitão (POR)          | DNF-5                      |
| 116                        | Jokin Murguialday (ESP)    | 119.                       |
| 117                        | Joel Nicolau (ESP)         | 23.                        |

| Euskaltel-Euskadi EUS | Euskaltel-Euskadi EUS  | Euskaltel-Euskadi EUS |
| --------------------- | ---------------------- | --------------------- |
| Nr                    | Kolarz                 | Miejsce               |
| 121                   | Unai Iribar (ESP)      | 49.                   |
| 122                   | Xabier Azparren (ESP)  | 16.                   |
| 123                   | Unai Cuadrado (ESP)    | DNF-5                 |
| 124                   | Txomin Juaristi (ESP)  | 48.                   |
| 125                   | Iker Ballarin (ESP)    | 121.                  |
| 126                   | Asier Etxeberria (ESP) | 51.                   |
| 127                   | Juan José Lobato (ESP) | DNF-5                 |

| Human Powered Health HPM | Human Powered Health HPM | Human Powered Health HPM |
| ------------------------ | ------------------------ | ------------------------ |
| Nr                       | Kolarz                   | Miejsce                  |
| 133                      | August Jensen (NOR)      | 69.                      |
| 134                      | Colin Joyce (USA)        | 118.                     |
| 135                      | Wessel Krul (NED)        | DNS-1                    |
| 136                      | Kyle Murphy (USA)        | 42.                      |
| 137                      | Nickolas Zukowsky (CAN)  | 111.                     |

| Arkéa-Samsic ARK | Arkéa-Samsic ARK         | Arkéa-Samsic ARK |
| ---------------- | ------------------------ | ---------------- |
| Nr               | Kolarz                   | Miejsce          |
| 141              | Warren Barguil (FRA)     | 15.              |
| 142              | Thibault Guernalec (FRA) | 8.               |
| 143              | Simon Guglielmi (FRA)    | 25.              |
| 144              | Hugo Hofstetter (FRA)    | 52.              |
| 145              | Anthony Delaplace (FRA)  | 60.              |
| 146              | Clément Russo (FRA)      | 37.              |
| 147              | Connor Swift (GBR)       | 12.              |

| ABTF Betão-Feirense CDF | ABTF Betão-Feirense CDF   | ABTF Betão-Feirense CDF |
| ----------------------- | ------------------------- | ----------------------- |
| Nr                      | Kolarz                    | Miejsce                 |
| 151                     | André Cardoso (POR)       | 74.                     |
| 152                     | Fábio Oliveira (POR)      | DNF-5                   |
| 153                     | Francisco Pereira (POR)   | 133.                    |
| 154                     | Ivo Pinheiro (POR)        | 58.                     |
| 155                     | Micael Isidoro (POR)      | DNF                     |
| 156                     | Venceslau Fernandes (POR) | 90.                     |
| 157                     | Márcio Barbosa (POR)      | 94.                     |

| Atum General-Tavira-Maria Nova Hotel ATM | Atum General-Tavira-Maria Nova Hotel ATM | Atum General-Tavira-Maria Nova Hotel ATM |
| ---------------------------------------- | ---------------------------------------- | ---------------------------------------- |
| Nr                                       | Kolarz                                   | Miejsce                                  |
| 161                                      | Emanuel Duarte (POR)                     | 50.                                      |
| 162                                      | Alejandro Marque (ESP)                   | DNF-5                                    |
| 163                                      | Aleksandr Grigorjew (RUS)                | 80.                                      |
| 164                                      | Álvaro Trueba (ESP)                      | 59.                                      |
| 165                                      | Rafael Lourenco (POR)                    | 86.                                      |
| 166                                      | Delio Fernández (ESP)                    | 57.                                      |
| 167                                      | David Livramento (POR)                   | 110.                                     |

| Aviludo-Louletano-Loulé Concelho AVL | Aviludo-Louletano-Loulé Concelho AVL | Aviludo-Louletano-Loulé Concelho AVL |
| ------------------------------------ | ------------------------------------ | ------------------------------------ |
| Nr                                   | Kolarz                               | Miejsce                              |
| 171                                  | Carlos Oyarzún (CHI)                 | 76.                                  |
| 172                                  | Vicente García de Mateos (ESP)       | 19.                                  |
| 173                                  | Jesús del Pino (ESP)                 | 91.                                  |
| 174                                  | José Mendes (POR)                    | 112.                                 |
| 175                                  | Tomás Contte (ARG)                   | 72.                                  |
| 176                                  | Rui Rodrigues (POR)                  |                                      |
| 177                                  | Nahuel D'Aquila (ARG)                | DNF-5                                |

| Efapel Cycling EFL | Efapel Cycling EFL     | Efapel Cycling EFL |
| ------------------ | ---------------------- | ------------------ |
| Nr                 | Kolarz                 | Miejsce            |
| 181                | Pedro Andrade (POR)    | DNF-5              |
| 182                | Tiago Antunes (POR)    | 26.                |
| 183                | João Benta (POR)       | 45.                |
| 184                | Francisco Campos (POR) | DNF-1              |
| 185                | Gaspar Gonçalves (POR) | 53.                |
| 186                | Fábio Fernandes (POR)  | DNF-5              |
| 187                | Rafael Silva (POR)     | 92.                |

| Glassdrive-Q8-Anicolor GCT | Glassdrive-Q8-Anicolor GCT | Glassdrive-Q8-Anicolor GCT |
| -------------------------- | -------------------------- | -------------------------- |
| Nr                         | Kolarz                     | Miejsce                    |
| 191                        | Frederico Figueiredo (POR) | 28.                        |
| 192                        | Javier Moreno (ESP)        | 130.                       |
| 193                        | Fabio Costa (POR)          | 109.                       |
| 194                        | Héctor Sáez (ESP)          | DNF-5                      |
| 195                        | Pedro Silva (POR)          | 105.                       |
| 196                        | Afonso Eulálio (POR)       | DNF-5                      |
| 197                        | Rafael Reis (POR)          | DNF-5                      |

| Kelly-Simoldes-UDO KSU | Kelly-Simoldes-UDO KSU | Kelly-Simoldes-UDO KSU |
| ---------------------- | ---------------------- | ---------------------- |
| Nr                     | Kolarz                 | Miejsce                |
| 201                    | Luís Gomes (POR)       | 34.                    |
| 202                    | César Fonte (POR)      | 73.                    |
| 203                    | Tiago Leal (POR)       | 89.                    |
| 204                    | Daniel Dias (POR)      | 127.                   |
| 205                    | Hélder Gonçalves (POR) | 88.                    |
| 206                    | Afonso Silva (POR)     | 70.                    |
| 207                    | António Ferreira (POR) | 66.                    |

| LA Alumínios-Credibom-Marcos Car LAA | LA Alumínios-Credibom-Marcos Car LAA | LA Alumínios-Credibom-Marcos Car LAA |
| ------------------------------------ | ------------------------------------ | ------------------------------------ |
| Nr                                   | Kolarz                               | Miejsce                              |
| 211                                  | André Ramalho (POR)                  | 77.                                  |
| 212                                  | Gonçalo Leaça (POR)                  | 103.                                 |
| 213                                  | João Medeiros (POR)                  | 108.                                 |
| 214                                  | João Macedo (POR)                    | 104.                                 |
| 215                                  | Raul Ribeiro (POR)                   | 132.                                 |
| 216                                  | Rodrigo Caixas (POR)                 | DNF-5                                |
| 217                                  | Rúben Simão (POR)                    | 100.                                 |

| Rádio Popular-Paredes-Boavista RPB | Rádio Popular-Paredes-Boavista RPB | Rádio Popular-Paredes-Boavista RPB |
| ---------------------------------- | ---------------------------------- | ---------------------------------- |
| Nr                                 | Kolarz                             | Miejsce                            |
| 221                                | Luís Felipe Fernandes (POR)        | DNF-5                              |
| 222                                | Daniel Freitas (POR)               | 47.                                |
| 223                                | Pedro Miguel Lopes (POR)           | 78.                                |
| 224                                | César Martingil (POR)              | 131.                               |
| 225                                | Hugo Nunes (POR)                   | DNF-5                              |
| 226                                | Tiago Machado (POR)                | 27.                                |
| 227                                | Vinicio Rodrigues (POR)            | 85.                                |

| Tavfer-Mortágua-Ovos Matinados TAV | Tavfer-Mortágua-Ovos Matinados TAV | Tavfer-Mortágua-Ovos Matinados TAV |
| ---------------------------------- | ---------------------------------- | ---------------------------------- |
| Nr                                 | Kolarz                             | Miejsce                            |
| 231                                | Gonçalo Carvalho (POR)             | 67.                                |
| 232                                | João Matias (POR)                  | 128.                               |
| 233                                | Pedro Pinto (POR)                  | 33.                                |
| 234                                | Rui Carvalho (POR)                 | 122.                               |
| 235                                | Ángel Sánchez Rebollid (ESP)       | 124.                               |
| 236                                | Leangel Linarez (VEN)              | 123.                               |
| 237                                | Nicolás Sáenz (COL)                | 106.                               |

| W52-FC Porto W52 | W52-FC Porto W52             | W52-FC Porto W52 |
| ---------------- | ---------------------------- | ---------------- |
| Nr               | Kolarz                       | Miejsce          |
| 241              | Ricardo Vilela (POR)         | 22.              |
| 242              | Ricardo Mestre (POR)         | DNF-1            |
| 243              | Daniel Mestre (POR)          | 55.              |
| 244              | José Gonçalves (POR)         | 65.              |
| 245              | José Fernandes (POR) (szosa) | 46.              |
| 246              | Amaro Antunes (POR)          | 43.              |
| 247              | Samuel Caldeira (POR)        | 120.             |

| Ineos Grenadiers IGD | Ineos Grenadiers IGD               | Ineos Grenadiers IGD |
| -------------------- | ---------------------------------- | -------------------- |
| Nr                   | Kolarz                             | Miejsce              |
| 1                    | Ethan Hayter (GBR) (ITT)           | 4.                   |
| 2                    | Jonathan Castroviejo (ESP)         | 29.                  |
| 3                    | Daniel Felipe Martínez (COL) (ITT) | 3.                   |
| 4                    | Thomas Pidcock (GBR)               | DNF-5                |
| 5                    | Geraint Thomas (GBR)               | 62.                  |
| 6                    | Ben Tulett (GBR)                   | 102.                 |
| 7                    | Dylan van Baarle (NED)             | 10.                  |

| Astana Qazaqstan Team AST | Astana Qazaqstan Team AST | Astana Qazaqstan Team AST |
| ------------------------- | ------------------------- | ------------------------- |
| Nr                        | Kolarz                    | Miejsce                   |
| 11                        | Samuele Battistella (ITA) | DNF-5                     |
| 12                        | Javier Romo (ESP)         | DNF-5                     |
| 13                        | Leonardo Basso (ITA)      | 107.                      |
| 14                        | Joe Dombrowski (USA)      | 125.                      |
| 15                        | Michele Gazzoli (ITA)     | 96.                       |
| 16                        | Dmitrij Gruzdiew (KAZ)    | 81.                       |
| 17                        | Davide Martinelli (ITA)   | 99.                       |

| Bora-Hansgrohe BOH | Bora-Hansgrohe BOH           | Bora-Hansgrohe BOH |
| ------------------ | ---------------------------- | ------------------ |
| Nr                 | Kolarz                       | Miejsce            |
| 21                 | Sergio Higuita (COL) (szosa) | 13.                |
| 22                 | Luis-Joe Lührs (GER)         | DNF-3              |
| 23                 | Jonas Koch (GER)             | 40.                |
| 24                 | Jordi Meeus (BEL)            | 116.               |
| 25                 | Anton Palzer (GER)           | 24.                |
| 26                 | Nils Politt (GER)            | DNS-2              |
| 27                 | Lukas Pöstlberger (AUT)      | 95.                |

| Cofidis COF | Cofidis COF              | Cofidis COF |
| ----------- | ------------------------ | ----------- |
| Nr          | Kolarz                   | Miejsce     |
| 31          | Ion Izagirre (ESP) (ITT) | DNF-2       |
| 32          | Jelle Wallays (BEL)      | DNS-1       |
| 33          | Tom Bohli (SUI)          | 97.         |
| 34          | Davide Cimolai (ITA)     | 113.        |
| 35          | Bryan Coquard (FRA)      | 71.         |
| 36          | José Herrada (ESP)       | 20.         |
| 37          | André Carvalho (POR)     | 39.         |

| Groupama-FDJ GFC | Groupama-FDJ GFC        | Groupama-FDJ GFC |
| ---------------- | ----------------------- | ---------------- |
| Nr               | Kolarz                  | Miejsce          |
| 41               | David Gaudu (FRA)       | 5.               |
| 42               | Stefan Küng (SUI) (ITT) | 7.               |
| 43               | Olivier Le Gac (FRA)    | 44.              |
| 44               | Fabian Lienhard (SUI)   | 101.             |
| 45               | Attila Valter (HUN)     | 38.              |
| 46               | Lars van den Berg (NED) | DNF-2            |

| Intermarché-Wanty-Gobert Matériaux IWG | Intermarché-Wanty-Gobert Matériaux IWG | Intermarché-Wanty-Gobert Matériaux IWG |
| -------------------------------------- | -------------------------------------- | -------------------------------------- |
| Nr                                     | Kolarz                                 | Miejsce                                |
| 51                                     | Sven Erik Bystrøm (NOR)                | 9.                                     |
| 52                                     | Loïc Vliegen (BEL)                     | 56.                                    |
| 53                                     | Aimé De Gendt (BEL)                    | 82.                                    |
| 54                                     | Alexander Kristoff (NOR)               | 98.                                    |
| 55                                     | Andrea Pasqualon (ITA)                 | DNS-3                                  |
| 56                                     | Adrien Petit (FRA)                     | 64.                                    |
| 57                                     | Georg Zimmermann (GER)                 | 18.                                    |

| Jumbo-Visma TJV | Jumbo-Visma TJV              | Jumbo-Visma TJV |
| --------------- | ---------------------------- | --------------- |
| Nr              | Kolarz                       | Miejsce         |
| 62              | Tobias Foss (NOR)            | 6.              |
| 63              | Robert Gesink (NED)          | 30.             |
| 64              | Michel Heßmann (GER)         | 87.             |
| 65              | Pascal Eenkhoorn (NED)       | 75.             |
| 66              | Johannes Staune-Mittet (NOR) | 32.             |

| Quick-Step Alpha Vinyl QST | Quick-Step Alpha Vinyl QST | Quick-Step Alpha Vinyl QST |
| -------------------------- | -------------------------- | -------------------------- |
| Nr                         | Kolarz                     | Miejsce                    |
| 71                         | Kasper Asgreen (DEN)       | 79.                        |
| 72                         | Tim Declercq (BEL)         | DNS-2                      |
| 73                         | Remco Evenepoel (BEL)      | 1.                         |
| 74                         | Fabio Jakobsen (NED)       | 129.                       |
| 75                         | Yves Lampaert (BEL)        | 83.                        |
| 76                         | Bert Van Lerberghe (BEL)   | 126.                       |
| 77                         | Louis Vervaeke (BEL)       | 35.                        |

| Trek-Segafredo TFS | Trek-Segafredo TFS      | Trek-Segafredo TFS |
| ------------------ | ----------------------- | ------------------ |
| Nr                 | Kolarz                  | Miejsce            |
| 81                 | Filippo Baroncini (ITA) | DNF-1              |
| 82                 | Julien Bernard (FRA)    | 11.                |
| 83                 | Tony Gallopin (FRA)     | 14.                |
| 84                 | Daan Hoole (NED)        | 54.                |
| 85                 | Alexander Kamp (DEN)    | 115.               |
| 86                 | Juan Pedro López (ESP)  | 41.                |

| UAE Team Emirates UAD | UAE Team Emirates UAD       | UAE Team Emirates UAD |
| --------------------- | --------------------------- | --------------------- |
| Nr                    | Kolarz                      | Miejsce               |
| 91                    | Oliviero Troia (ITA)        | 117.                  |
| 92                    | Juan Sebastián Molano (COL) | DNF-1                 |
| 94                    | Brandon McNulty (USA)       | 2.                    |
| 95                    | Ivo Oliveira (POR)          | 84.                   |
| 96                    | Rui Oliveira (POR)          | 31.                   |

| Alpecin-Fenix AFC | Alpecin-Fenix AFC     | Alpecin-Fenix AFC |
| ----------------- | --------------------- | ----------------- |
| Nr                | Kolarz                | Miejsce           |
| 101               | Tim Merlier (BEL)     | 114.              |
| 102               | Michael Gogl (AUT)    | 17.               |
| 103               | Xandro Meurisse (BEL) | 21.               |
| 104               | Tobias Bayer (AUT)    | 61.               |
| 105               | Oscar Riesebeek (NED) | DNF-5             |
| 106               | Jay Vine (AUS)        | 68.               |
| 107               | Dries De Bondt (BEL)  | 93.               |

| Caja Rural-Seguros RGA CJR | Caja Rural-Seguros RGA CJR | Caja Rural-Seguros RGA CJR |
| -------------------------- | -------------------------- | -------------------------- |
| Nr                         | Kolarz                     | Miejsce                    |
| 111                        | Jonathan Lastra (ESP)      | DNS-3                      |
| 112                        | Eduard Prades (ESP)        | 36.                        |
| 113                        | Michal Schlegel (CZE)      | DNF-3                      |
| 114                        | Jhojan García (COL)        | 63.                        |
| 115                        | Iúri Leitão (POR)          | DNF-5                      |
| 116                        | Jokin Murguialday (ESP)    | 119.                       |
| 117                        | Joel Nicolau (ESP)         | 23.                        |

| Euskaltel-Euskadi EUS | Euskaltel-Euskadi EUS  | Euskaltel-Euskadi EUS |
| --------------------- | ---------------------- | --------------------- |
| Nr                    | Kolarz                 | Miejsce               |
| 121                   | Unai Iribar (ESP)      | 49.                   |
| 122                   | Xabier Azparren (ESP)  | 16.                   |
| 123                   | Unai Cuadrado (ESP)    | DNF-5                 |
| 124                   | Txomin Juaristi (ESP)  | 48.                   |
| 125                   | Iker Ballarin (ESP)    | 121.                  |
| 126                   | Asier Etxeberria (ESP) | 51.                   |
| 127                   | Juan José Lobato (ESP) | DNF-5                 |

| Human Powered Health HPM | Human Powered Health HPM | Human Powered Health HPM |
| ------------------------ | ------------------------ | ------------------------ |
| Nr                       | Kolarz                   | Miejsce                  |
| 133                      | August Jensen (NOR)      | 69.                      |
| 134                      | Colin Joyce (USA)        | 118.                     |
| 135                      | Wessel Krul (NED)        | DNS-1                    |
| 136                      | Kyle Murphy (USA)        | 42.                      |
| 137                      | Nickolas Zukowsky (CAN)  | 111.                     |

| Arkéa-Samsic ARK | Arkéa-Samsic ARK         | Arkéa-Samsic ARK |
| ---------------- | ------------------------ | ---------------- |
| Nr               | Kolarz                   | Miejsce          |
| 141              | Warren Barguil (FRA)     | 15.              |
| 142              | Thibault Guernalec (FRA) | 8.               |
| 143              | Simon Guglielmi (FRA)    | 25.              |
| 144              | Hugo Hofstetter (FRA)    | 52.              |
| 145              | Anthony Delaplace (FRA)  | 60.              |
| 146              | Clément Russo (FRA)      | 37.              |
| 147              | Connor Swift (GBR)       | 12.              |

| ABTF Betão-Feirense CDF | ABTF Betão-Feirense CDF   | ABTF Betão-Feirense CDF |
| ----------------------- | ------------------------- | ----------------------- |
| Nr                      | Kolarz                    | Miejsce                 |
| 151                     | André Cardoso (POR)       | 74.                     |
| 152                     | Fábio Oliveira (POR)      | DNF-5                   |
| 153                     | Francisco Pereira (POR)   | 133.                    |
| 154                     | Ivo Pinheiro (POR)        | 58.                     |
| 155                     | Micael Isidoro (POR)      | DNF                     |
| 156                     | Venceslau Fernandes (POR) | 90.                     |
| 157                     | Márcio Barbosa (POR)      | 94.                     |

| Atum General-Tavira-Maria Nova Hotel ATM | Atum General-Tavira-Maria Nova Hotel ATM | Atum General-Tavira-Maria Nova Hotel ATM |
| ---------------------------------------- | ---------------------------------------- | ---------------------------------------- |
| Nr                                       | Kolarz                                   | Miejsce                                  |
| 161                                      | Emanuel Duarte (POR)                     | 50.                                      |
| 162                                      | Alejandro Marque (ESP)                   | DNF-5                                    |
| 163                                      | Aleksandr Grigorjew (RUS)                | 80.                                      |
| 164                                      | Álvaro Trueba (ESP)                      | 59.                                      |
| 165                                      | Rafael Lourenco (POR)                    | 86.                                      |
| 166                                      | Delio Fernández (ESP)                    | 57.                                      |
| 167                                      | David Livramento (POR)                   | 110.                                     |

| Aviludo-Louletano-Loulé Concelho AVL | Aviludo-Louletano-Loulé Concelho AVL | Aviludo-Louletano-Loulé Concelho AVL |
| ------------------------------------ | ------------------------------------ | ------------------------------------ |
| Nr                                   | Kolarz                               | Miejsce                              |
| 171                                  | Carlos Oyarzún (CHI)                 | 76.                                  |
| 172                                  | Vicente García de Mateos (ESP)       | 19.                                  |
| 173                                  | Jesús del Pino (ESP)                 | 91.                                  |
| 174                                  | José Mendes (POR)                    | 112.                                 |
| 175                                  | Tomás Contte (ARG)                   | 72.                                  |
| 176                                  | Rui Rodrigues (POR)                  |                                      |
| 177                                  | Nahuel D'Aquila (ARG)                | DNF-5                                |

| Efapel Cycling EFL | Efapel Cycling EFL     | Efapel Cycling EFL |
| ------------------ | ---------------------- | ------------------ |
| Nr                 | Kolarz                 | Miejsce            |
| 181                | Pedro Andrade (POR)    | DNF-5              |
| 182                | Tiago Antunes (POR)    | 26.                |
| 183                | João Benta (POR)       | 45.                |
| 184                | Francisco Campos (POR) | DNF-1              |
| 185                | Gaspar Gonçalves (POR) | 53.                |
| 186                | Fábio Fernandes (POR)  | DNF-5              |
| 187                | Rafael Silva (POR)     | 92.                |

| Glassdrive-Q8-Anicolor GCT | Glassdrive-Q8-Anicolor GCT | Glassdrive-Q8-Anicolor GCT |
| -------------------------- | -------------------------- | -------------------------- |
| Nr                         | Kolarz                     | Miejsce                    |
| 191                        | Frederico Figueiredo (POR) | 28.                        |
| 192                        | Javier Moreno (ESP)        | 130.                       |
| 193                        | Fabio Costa (POR)          | 109.                       |
| 194                        | Héctor Sáez (ESP)          | DNF-5                      |
| 195                        | Pedro Silva (POR)          | 105.                       |
| 196                        | Afonso Eulálio (POR)       | DNF-5                      |
| 197                        | Rafael Reis (POR)          | DNF-5                      |

| Kelly-Simoldes-UDO KSU | Kelly-Simoldes-UDO KSU | Kelly-Simoldes-UDO KSU |
| ---------------------- | ---------------------- | ---------------------- |
| Nr                     | Kolarz                 | Miejsce                |
| 201                    | Luís Gomes (POR)       | 34.                    |
| 202                    | César Fonte (POR)      | 73.                    |
| 203                    | Tiago Leal (POR)       | 89.                    |
| 204                    | Daniel Dias (POR)      | 127.                   |
| 205                    | Hélder Gonçalves (POR) | 88.                    |
| 206                    | Afonso Silva (POR)     | 70.                    |
| 207                    | António Ferreira (POR) | 66.                    |

| LA Alumínios-Credibom-Marcos Car LAA | LA Alumínios-Credibom-Marcos Car LAA | LA Alumínios-Credibom-Marcos Car LAA |
| ------------------------------------ | ------------------------------------ | ------------------------------------ |
| Nr                                   | Kolarz                               | Miejsce                              |
| 211                                  | André Ramalho (POR)                  | 77.                                  |
| 212                                  | Gonçalo Leaça (POR)                  | 103.                                 |
| 213                                  | João Medeiros (POR)                  | 108.                                 |
| 214                                  | João Macedo (POR)                    | 104.                                 |
| 215                                  | Raul Ribeiro (POR)                   | 132.                                 |
| 216                                  | Rodrigo Caixas (POR)                 | DNF-5                                |
| 217                                  | Rúben Simão (POR)                    | 100.                                 |

| Rádio Popular-Paredes-Boavista RPB | Rádio Popular-Paredes-Boavista RPB | Rádio Popular-Paredes-Boavista RPB |
| ---------------------------------- | ---------------------------------- | ---------------------------------- |
| Nr                                 | Kolarz                             | Miejsce                            |
| 221                                | Luís Felipe Fernandes (POR)        | DNF-5                              |
| 222                                | Daniel Freitas (POR)               | 47.                                |
| 223                                | Pedro Miguel Lopes (POR)           | 78.                                |
| 224                                | César Martingil (POR)              | 131.                               |
| 225                                | Hugo Nunes (POR)                   | DNF-5                              |
| 226                                | Tiago Machado (POR)                | 27.                                |
| 227                                | Vinicio Rodrigues (POR)            | 85.                                |

| Tavfer-Mortágua-Ovos Matinados TAV | Tavfer-Mortágua-Ovos Matinados TAV | Tavfer-Mortágua-Ovos Matinados TAV |
| ---------------------------------- | ---------------------------------- | ---------------------------------- |
| Nr                                 | Kolarz                             | Miejsce                            |
| 231                                | Gonçalo Carvalho (POR)             | 67.                                |
| 232                                | João Matias (POR)                  | 128.                               |
| 233                                | Pedro Pinto (POR)                  | 33.                                |
| 234                                | Rui Carvalho (POR)                 | 122.                               |
| 235                                | Ángel Sánchez Rebollid (ESP)       | 124.                               |
| 236                                | Leangel Linarez (VEN)              | 123.                               |
| 237                                | Nicolás Sáenz (COL)                | 106.                               |

| W52-FC Porto W52 | W52-FC Porto W52             | W52-FC Porto W52 |
| ---------------- | ---------------------------- | ---------------- |
| Nr               | Kolarz                       | Miejsce          |
| 241              | Ricardo Vilela (POR)         | 22.              |
| 242              | Ricardo Mestre (POR)         | DNF-1            |
| 243              | Daniel Mestre (POR)          | 55.              |
| 244              | José Gonçalves (POR)         | 65.              |
| 245              | José Fernandes (POR) (szosa) | 46.              |
| 246              | Amaro Antunes (POR)          | 43.              |
| 247              | Samuel Caldeira (POR)        | 120.             |

Legenda: DNF – nie ukończył etapu, OTL – przekroczył limit czasu, DNS – nie wystartował do etapu, DSQ – zdyskwalifikowany. Numer przy skrócie oznacza etap, na którym kolarz opuścił wyścig.

## Wyniki etapów

### Etap 1
| Portimão - Lagos | pagórkowaty | (199,1 km) |

| \| Klasyfikacja etapu \| Klasyfikacja etapu \| Klasyfikacja etapu \| Klasyfikacja etapu \| Klasyfikacja etapu \| \| Kolarz \| Kolarz \| Państwo \| Drużyna \| Czas \| \| ------------------ \| ------------------ \| ------------------ \| ---------------------------------- \| ------------------ \| \| 1. \| Fabio Jakobsen \| Holandia \| Quick-Step Alpha Vinyl \| 4h 56' 29" \| \| 2. \| Bryan Coquard \| Francja \| Cofidis \| + 0" \| \| 3. \| Alexander Kristoff \| Norwegia \| Intermarché-Wanty-Gobert Matériaux \| + 0" \| \| 4. \| Michele Gazzoli \| Włochy \| Astana Qazaqstan Team \| + 0" \| \| 5. \| Rui Oliveira \| Portugalia \| UAE Team Emirates \| + 0" \| \| 6. \| Bert Van Lerberghe \| Belgia \| Quick-Step Alpha Vinyl \| + 0" \| \| 7. \| Remco Evenepoel \| Belgia \| Quick-Step Alpha Vinyl \| + 0" \| \| 8. \| Nils Politt \| Niemcy \| Bora-Hansgrohe \| + 0" \| \| 9. \| Brandon McNulty \| Stany Zjednoczone \| UAE Team Emirates \| + 0" \| \| 10. \| Tobias Foss \| Norwegia \| Jumbo-Visma \| + 0" \| |                    |                   |                                    |            |
| |                    |                   |                                    |            |
| Źródło: ProCyclingStats |                    |                   |                                    |            |
| Klasyfikacja etapu |                    |                   |                                    |            |
| Kolarz | Kolarz             | Państwo           | Drużyna                            | Czas       |
| 1. | Fabio Jakobsen     | Holandia          | Quick-Step Alpha Vinyl             | 4h 56' 29" |
| 2. | Bryan Coquard      | Francja           | Cofidis                            | + 0"       |
| 3. | Alexander Kristoff | Norwegia          | Intermarché-Wanty-Gobert Matériaux | + 0"       |
| 4. | Michele Gazzoli    | Włochy            | Astana Qazaqstan Team              | + 0"       |
| 5. | Rui Oliveira       | Portugalia        | UAE Team Emirates                  | + 0"       |
| 6. | Bert Van Lerberghe | Belgia            | Quick-Step Alpha Vinyl             | + 0"       |
| 7. | Remco Evenepoel    | Belgia            | Quick-Step Alpha Vinyl             | + 0"       |
| 8. | Nils Politt        | Niemcy            | Bora-Hansgrohe                     | + 0"       |
| 9. | Brandon McNulty    | Stany Zjednoczone | UAE Team Emirates                  | + 0"       |
| 10. | Tobias Foss        | Norwegia          | Jumbo-Visma                        | + 0"       |

| \| Klasyfikacja generalna \| Klasyfikacja generalna \| Klasyfikacja generalna \| Klasyfikacja generalna \| Klasyfikacja generalna \| \| Kolarz \| Kolarz \| Państwo \| Drużyna \| Czas \| \| ---------------------- \| ---------------------- \| ---------------------- \| ---------------------------------- \| ---------------------- \| \| 1. \| Fabio Jakobsen \| Holandia \| Quick-Step Alpha Vinyl \| 4h 56' 29" \| \| 2. \| Bryan Coquard \| Francja \| Cofidis \| + 0" \| \| 3. \| Alexander Kristoff \| Norwegia \| Intermarché-Wanty-Gobert Matériaux \| + 0" \| \| 4. \| Michele Gazzoli \| Włochy \| Astana Qazaqstan Team \| + 0" \| \| 5. \| Rui Oliveira \| Portugalia \| UAE Team Emirates \| + 0" \| \| 6. \| Bert Van Lerberghe \| Belgia \| Quick-Step Alpha Vinyl \| + 0" \| \| 7. \| Remco Evenepoel \| Belgia \| Quick-Step Alpha Vinyl \| + 0" \| \| 8. \| Nils Politt \| Niemcy \| Bora-Hansgrohe \| + 0" \| \| 9. \| Brandon McNulty \| Stany Zjednoczone \| UAE Team Emirates \| + 0" \| \| 10. \| Tobias Foss \| Norwegia \| Jumbo-Visma \| + 0" \| |                    |                   |                                    |            |
| |                    |                   |                                    |            |
| Źródło: ProCyclingStats |                    |                   |                                    |            |
| Klasyfikacja generalna |                    |                   |                                    |            |
| Kolarz | Kolarz             | Państwo           | Drużyna                            | Czas       |
| 1. | Fabio Jakobsen     | Holandia          | Quick-Step Alpha Vinyl             | 4h 56' 29" |
| 2. | Bryan Coquard      | Francja           | Cofidis                            | + 0"       |
| 3. | Alexander Kristoff | Norwegia          | Intermarché-Wanty-Gobert Matériaux | + 0"       |
| 4. | Michele Gazzoli    | Włochy            | Astana Qazaqstan Team              | + 0"       |
| 5. | Rui Oliveira       | Portugalia        | UAE Team Emirates                  | + 0"       |
| 6. | Bert Van Lerberghe | Belgia            | Quick-Step Alpha Vinyl             | + 0"       |
| 7. | Remco Evenepoel    | Belgia            | Quick-Step Alpha Vinyl             | + 0"       |
| 8. | Nils Politt        | Niemcy            | Bora-Hansgrohe                     | + 0"       |
| 9. | Brandon McNulty    | Stany Zjednoczone | UAE Team Emirates                  | + 0"       |
| 10. | Tobias Foss        | Norwegia          | Jumbo-Visma                        | + 0"       |

### Etap 2
| Albufeira - Fóia | górski | (182,4 km) |

| \| Klasyfikacja etapu \| Klasyfikacja etapu \| Klasyfikacja etapu \| Klasyfikacja etapu \| Klasyfikacja etapu \| \| Kolarz \| Kolarz \| Państwo \| Drużyna \| Czas \| \| ------------------ \| ---------------------- \| ------------------ \| ---------------------------------- \| ------------------ \| \| 1. \| David Gaudu \| Francja \| Groupama-FDJ \| 4h 50' 51" \| \| 2. \| Samuele Battistella \| Włochy \| Astana Qazaqstan Team \| + 1" \| \| 3. \| Ethan Hayter \| Wielka Brytania \| Ineos Grenadiers \| + 1" \| \| 4. \| Brandon McNulty \| Stany Zjednoczone \| UAE Team Emirates \| + 1" \| \| 5. \| Daniel Felipe Martínez \| Kolumbia \| Ineos Grenadiers \| + 1" \| \| 6. \| Remco Evenepoel \| Belgia \| Quick-Step Alpha Vinyl \| + 1" \| \| 7. \| Julien Bernard \| Francja \| Trek-Segafredo \| + 1" \| \| 8. \| Georg Zimmermann \| Niemcy \| Intermarché-Wanty-Gobert Matériaux \| + 1" \| \| 9. \| Tony Gallopin \| Francja \| Trek-Segafredo \| + 1" \| \| 10. \| Sven Erik Bystrøm \| Norwegia \| Intermarché-Wanty-Gobert Matériaux \| + 1" \| |                        |                   |                                    |            |
| |                        |                   |                                    |            |
| Źródło: ProCyclingStats |                        |                   |                                    |            |
| Klasyfikacja etapu |                        |                   |                                    |            |
| Kolarz | Kolarz                 | Państwo           | Drużyna                            | Czas       |
| 1. | David Gaudu            | Francja           | Groupama-FDJ                       | 4h 50' 51" |
| 2. | Samuele Battistella    | Włochy            | Astana Qazaqstan Team              | + 1"       |
| 3. | Ethan Hayter           | Wielka Brytania   | Ineos Grenadiers                   | + 1"       |
| 4. | Brandon McNulty        | Stany Zjednoczone | UAE Team Emirates                  | + 1"       |
| 5. | Daniel Felipe Martínez | Kolumbia          | Ineos Grenadiers                   | + 1"       |
| 6. | Remco Evenepoel        | Belgia            | Quick-Step Alpha Vinyl             | + 1"       |
| 7. | Julien Bernard         | Francja           | Trek-Segafredo                     | + 1"       |
| 8. | Georg Zimmermann       | Niemcy            | Intermarché-Wanty-Gobert Matériaux | + 1"       |
| 9. | Tony Gallopin          | Francja           | Trek-Segafredo                     | + 1"       |
| 10. | Sven Erik Bystrøm      | Norwegia          | Intermarché-Wanty-Gobert Matériaux | + 1"       |

| \| Klasyfikacja generalna \| Klasyfikacja generalna \| Klasyfikacja generalna \| Klasyfikacja generalna \| Klasyfikacja generalna \| \| Kolarz \| Kolarz \| Państwo \| Drużyna \| Czas \| \| ---------------------- \| ---------------------- \| ---------------------- \| ---------------------------------- \| ---------------------- \| \| 1. \| David Gaudu \| Francja \| Groupama-FDJ \| 9h 47' 20" \| \| 2. \| Brandon McNulty \| Stany Zjednoczone \| UAE Team Emirates \| + 1" \| \| 3. \| Remco Evenepoel \| Belgia \| Quick-Step Alpha Vinyl \| + 1" \| \| 4. \| Ethan Hayter \| Wielka Brytania \| Ineos Grenadiers \| + 1" \| \| 5. \| Daniel Felipe Martínez \| Kolumbia \| Ineos Grenadiers \| + 1" \| \| 6. \| Julien Bernard \| Francja \| Trek-Segafredo \| + 1" \| \| 7. \| Sven Erik Bystrøm \| Norwegia \| Intermarché-Wanty-Gobert Matériaux \| + 1" \| \| 8. \| Tony Gallopin \| Francja \| Trek-Segafredo \| + 8" \| \| 9. \| Thomas Pidcock \| Wielka Brytania \| Ineos Grenadiers \| + 17" \| \| 10. \| Dylan van Baarle \| Holandia \| Ineos Grenadiers \| + 18" \| |                        |                   |                                    |            |
| |                        |                   |                                    |            |
| Źródło: ProCyclingStats |                        |                   |                                    |            |
| Klasyfikacja generalna |                        |                   |                                    |            |
| Kolarz | Kolarz                 | Państwo           | Drużyna                            | Czas       |
| 1. | David Gaudu            | Francja           | Groupama-FDJ                       | 9h 47' 20" |
| 2. | Brandon McNulty        | Stany Zjednoczone | UAE Team Emirates                  | + 1"       |
| 3. | Remco Evenepoel        | Belgia            | Quick-Step Alpha Vinyl             | + 1"       |
| 4. | Ethan Hayter           | Wielka Brytania   | Ineos Grenadiers                   | + 1"       |
| 5. | Daniel Felipe Martínez | Kolumbia          | Ineos Grenadiers                   | + 1"       |
| 6. | Julien Bernard         | Francja           | Trek-Segafredo                     | + 1"       |
| 7. | Sven Erik Bystrøm      | Norwegia          | Intermarché-Wanty-Gobert Matériaux | + 1"       |
| 8. | Tony Gallopin          | Francja           | Trek-Segafredo                     | + 8"       |
| 9. | Thomas Pidcock         | Wielka Brytania   | Ineos Grenadiers                   | + 17"      |
| 10. | Dylan van Baarle       | Holandia          | Ineos Grenadiers                   | + 18"      |

### Etap 3
| Almodôvar - Faro | pagórkowaty | (209,1 km) |

| \| Klasyfikacja etapu \| Klasyfikacja etapu \| Klasyfikacja etapu \| Klasyfikacja etapu \| Klasyfikacja etapu \| \| Kolarz \| Kolarz \| Państwo \| Drużyna \| Czas \| \| ------------------ \| ------------------ \| ------------------ \| ---------------------------------- \| ------------------ \| \| 1. \| Fabio Jakobsen \| Holandia \| Quick-Step Alpha Vinyl \| 4h 54' 51" \| \| 2. \| Tim Merlier \| Belgia \| Alpecin-Fenix \| + 0" \| \| 3. \| Bryan Coquard \| Francja \| Cofidis \| + 0" \| \| 4. \| Alexander Kristoff \| Norwegia \| Intermarché-Wanty-Gobert Matériaux \| + 0" \| \| 5. \| Hugo Hofstetter \| Francja \| Arkéa-Samsic \| + 0" \| \| 6. \| Clément Russo \| Francja \| Arkéa-Samsic \| + 0" \| \| 7. \| Jordi Meeus \| Belgia \| Bora-Hansgrohe \| + 0" \| \| 8. \| Michele Gazzoli \| Włochy \| Astana Qazaqstan Team \| + 0" \| \| 9. \| Colin Joyce \| Stany Zjednoczone \| Human Powered Health \| + 0" \| \| 10. \| Leangel Linarez \| Wenezuela \| Tavfer-Mortágua-Ovos Matinados \| + 0" \| |                    |                   |                                    |            |
| |                    |                   |                                    |            |
| Źródło: ProCyclingStats |                    |                   |                                    |            |
| Klasyfikacja etapu |                    |                   |                                    |            |
| Kolarz | Kolarz             | Państwo           | Drużyna                            | Czas       |
| 1. | Fabio Jakobsen     | Holandia          | Quick-Step Alpha Vinyl             | 4h 54' 51" |
| 2. | Tim Merlier        | Belgia            | Alpecin-Fenix                      | + 0"       |
| 3. | Bryan Coquard      | Francja           | Cofidis                            | + 0"       |
| 4. | Alexander Kristoff | Norwegia          | Intermarché-Wanty-Gobert Matériaux | + 0"       |
| 5. | Hugo Hofstetter    | Francja           | Arkéa-Samsic                       | + 0"       |
| 6. | Clément Russo      | Francja           | Arkéa-Samsic                       | + 0"       |
| 7. | Jordi Meeus        | Belgia            | Bora-Hansgrohe                     | + 0"       |
| 8. | Michele Gazzoli    | Włochy            | Astana Qazaqstan Team              | + 0"       |
| 9. | Colin Joyce        | Stany Zjednoczone | Human Powered Health               | + 0"       |
| 10. | Leangel Linarez    | Wenezuela         | Tavfer-Mortágua-Ovos Matinados     | + 0"       |

| \| Klasyfikacja generalna \| Klasyfikacja generalna \| Klasyfikacja generalna \| Klasyfikacja generalna \| Klasyfikacja generalna \| \| Kolarz \| Kolarz \| Państwo \| Drużyna \| Czas \| \| ---------------------- \| ---------------------- \| ---------------------- \| ---------------------------------- \| ---------------------- \| \| 1. \| David Gaudu \| Francja \| Groupama-FDJ \| 14h 42' 11" \| \| 2. \| Brandon McNulty \| Stany Zjednoczone \| UAE Team Emirates \| + 1" \| \| 3. \| Ethan Hayter \| Wielka Brytania \| Ineos Grenadiers \| + 1" \| \| 4. \| Remco Evenepoel \| Belgia \| Quick-Step Alpha Vinyl \| + 1" \| \| 5. \| Sven Erik Bystrøm \| Norwegia \| Intermarché-Wanty-Gobert Matériaux \| + 1" \| \| 6. \| Julien Bernard \| Francja \| Trek-Segafredo \| + 1" \| \| 7. \| Daniel Felipe Martínez \| Kolumbia \| Ineos Grenadiers \| + 1" \| \| 8. \| Tony Gallopin \| Francja \| Trek-Segafredo \| + 8" \| \| 9. \| Thomas Pidcock \| Wielka Brytania \| Ineos Grenadiers \| + 17" \| \| 10. \| Dylan van Baarle \| Holandia \| Ineos Grenadiers \| + 18" \| |                        |                   |                                    |             |
| |                        |                   |                                    |             |
| Źródło: ProCyclingStats |                        |                   |                                    |             |
| Klasyfikacja generalna |                        |                   |                                    |             |
| Kolarz | Kolarz                 | Państwo           | Drużyna                            | Czas        |
| 1. | David Gaudu            | Francja           | Groupama-FDJ                       | 14h 42' 11" |
| 2. | Brandon McNulty        | Stany Zjednoczone | UAE Team Emirates                  | + 1"        |
| 3. | Ethan Hayter           | Wielka Brytania   | Ineos Grenadiers                   | + 1"        |
| 4. | Remco Evenepoel        | Belgia            | Quick-Step Alpha Vinyl             | + 1"        |
| 5. | Sven Erik Bystrøm      | Norwegia          | Intermarché-Wanty-Gobert Matériaux | + 1"        |
| 6. | Julien Bernard         | Francja           | Trek-Segafredo                     | + 1"        |
| 7. | Daniel Felipe Martínez | Kolumbia          | Ineos Grenadiers                   | + 1"        |
| 8. | Tony Gallopin          | Francja           | Trek-Segafredo                     | + 8"        |
| 9. | Thomas Pidcock         | Wielka Brytania   | Ineos Grenadiers                   | + 17"       |
| 10. | Dylan van Baarle       | Holandia          | Ineos Grenadiers                   | + 18"       |

### Etap 4
| Vila Real de Santo António - Tavira | jazda indywidualna na czas | (32,2 km) |

| \| Klasyfikacja etapu \| Klasyfikacja etapu \| Klasyfikacja etapu \| Klasyfikacja etapu \| Klasyfikacja etapu \| \| Kolarz \| Kolarz \| Państwo \| Drużyna \| Czas \| \| ------------------ \| ---------------------- \| ------------------ \| ---------------------- \| ------------------ \| \| 1. \| Remco Evenepoel \| Belgia \| Quick-Step Alpha Vinyl \| 37' 49" \| \| 2. \| Stefan Küng \| Szwajcaria \| Groupama-FDJ \| + 58" \| \| 3. \| Ethan Hayter \| Wielka Brytania \| Ineos Grenadiers \| + 1' 06" \| \| 4. \| Tobias Foss \| Norwegia \| Jumbo-Visma \| + 1' 11" \| \| 5. \| Brandon McNulty \| Stany Zjednoczone \| UAE Team Emirates \| + 1' 25" \| \| 6. \| Thibault Guernalec \| Francja \| Arkéa-Samsic \| + 1' 27" \| \| 7. \| Daniel Felipe Martínez \| Kolumbia \| Ineos Grenadiers \| + 1' 30" \| \| 8. \| Daan Hoole \| Holandia \| Trek-Segafredo \| + 1' 38" \| \| 9. \| David Gaudu \| Francja \| Groupama-FDJ \| + 2' 09" \| \| 10. \| Connor Swift \| Wielka Brytania \| Arkéa-Samsic \| + 2' 12" \| |                        |                   |                        |          |
| |                        |                   |                        |          |
| Źródło: ProCyclingStats |                        |                   |                        |          |
| Klasyfikacja etapu |                        |                   |                        |          |
| Kolarz | Kolarz                 | Państwo           | Drużyna                | Czas     |
| 1. | Remco Evenepoel        | Belgia            | Quick-Step Alpha Vinyl | 37' 49"  |
| 2. | Stefan Küng            | Szwajcaria        | Groupama-FDJ           | + 58"    |
| 3. | Ethan Hayter           | Wielka Brytania   | Ineos Grenadiers       | + 1' 06" |
| 4. | Tobias Foss            | Norwegia          | Jumbo-Visma            | + 1' 11" |
| 5. | Brandon McNulty        | Stany Zjednoczone | UAE Team Emirates      | + 1' 25" |
| 6. | Thibault Guernalec     | Francja           | Arkéa-Samsic           | + 1' 27" |
| 7. | Daniel Felipe Martínez | Kolumbia          | Ineos Grenadiers       | + 1' 30" |
| 8. | Daan Hoole             | Holandia          | Trek-Segafredo         | + 1' 38" |
| 9. | David Gaudu            | Francja           | Groupama-FDJ           | + 2' 09" |
| 10. | Connor Swift           | Wielka Brytania   | Arkéa-Samsic           | + 2' 12" |

| \| Klasyfikacja generalna \| Klasyfikacja generalna \| Klasyfikacja generalna \| Klasyfikacja generalna \| Klasyfikacja generalna \| \| Kolarz \| Kolarz \| Państwo \| Drużyna \| Czas \| \| ---------------------- \| ---------------------- \| ---------------------- \| ---------------------------------- \| ---------------------- \| \| 1. \| Remco Evenepoel \| Belgia \| Quick-Step Alpha Vinyl \| 15h 20' 01" \| \| 2. \| Ethan Hayter \| Wielka Brytania \| Ineos Grenadiers \| + 1' 06" \| \| 3. \| Brandon McNulty \| Stany Zjednoczone \| UAE Team Emirates \| + 1' 25" \| \| 4. \| Daniel Felipe Martínez \| Kolumbia \| Ineos Grenadiers \| + 1' 30" \| \| 5. \| Stefan Küng \| Szwajcaria \| Groupama-FDJ \| + 1' 43" \| \| 6. \| Tobias Foss \| Norwegia \| Jumbo-Visma \| + 1' 51" \| \| 7. \| David Gaudu \| Francja \| Groupama-FDJ \| + 2' 08" \| \| 8. \| Thibault Guernalec \| Francja \| Arkéa-Samsic \| + 2' 08" \| \| 9. \| Dylan van Baarle \| Holandia \| Ineos Grenadiers \| + 2' 37" \| \| 10. \| Sven Erik Bystrøm \| Norwegia \| Intermarché-Wanty-Gobert Matériaux \| + 2' 40" \| |                        |                   |                                    |             |
| |                        |                   |                                    |             |
| Źródło: ProCyclingStats |                        |                   |                                    |             |
| Klasyfikacja generalna |                        |                   |                                    |             |
| Kolarz | Kolarz                 | Państwo           | Drużyna                            | Czas        |
| 1. | Remco Evenepoel        | Belgia            | Quick-Step Alpha Vinyl             | 15h 20' 01" |
| 2. | Ethan Hayter           | Wielka Brytania   | Ineos Grenadiers                   | + 1' 06"    |
| 3. | Brandon McNulty        | Stany Zjednoczone | UAE Team Emirates                  | + 1' 25"    |
| 4. | Daniel Felipe Martínez | Kolumbia          | Ineos Grenadiers                   | + 1' 30"    |
| 5. | Stefan Küng            | Szwajcaria        | Groupama-FDJ                       | + 1' 43"    |
| 6. | Tobias Foss            | Norwegia          | Jumbo-Visma                        | + 1' 51"    |
| 7. | David Gaudu            | Francja           | Groupama-FDJ                       | + 2' 08"    |
| 8. | Thibault Guernalec     | Francja           | Arkéa-Samsic                       | + 2' 08"    |
| 9. | Dylan van Baarle       | Holandia          | Ineos Grenadiers                   | + 2' 37"    |
| 10. | Sven Erik Bystrøm      | Norwegia          | Intermarché-Wanty-Gobert Matériaux | + 2' 40"    |

### Etap 5
| Lagoa - Alto do Malhão | górzysty | (173 km) |

| \| Klasyfikacja etapu \| Klasyfikacja etapu \| Klasyfikacja etapu \| Klasyfikacja etapu \| Klasyfikacja etapu \| \| Kolarz \| Kolarz \| Państwo \| Drużyna \| Czas \| \| ------------------ \| ---------------------- \| ------------------ \| ---------------------------------- \| ------------------ \| \| 1. \| Sergio Higuita \| Kolumbia \| Bora-Hansgrohe \| 4h 14' 53" \| \| 2. \| Daniel Felipe Martínez \| Kolumbia \| Ineos Grenadiers \| + 0" \| \| 3. \| Brandon McNulty \| Stany Zjednoczone \| UAE Team Emirates \| + 1" \| \| 4. \| David Gaudu \| Francja \| Groupama-FDJ \| + 1" \| \| 5. \| Remco Evenepoel \| Belgia \| Quick-Step Alpha Vinyl \| + 9" \| \| 6. \| Tobias Foss \| Norwegia \| Jumbo-Visma \| + 22" \| \| 7. \| Jay Vine \| Australia \| Alpecin-Fenix \| + 22" \| \| 8. \| Frederico Figueiredo \| Portugalia \| Glassdrive-Q8-Anicolor \| + 40" \| \| 9. \| Sven Erik Bystrøm \| Norwegia \| Intermarché-Wanty-Gobert Matériaux \| + 42" \| \| 10. \| Ethan Hayter \| Wielka Brytania \| Ineos Grenadiers \| + 42" \| |                        |                   |                                    |            |
| |                        |                   |                                    |            |
| Źródło: ProCyclingStats |                        |                   |                                    |            |
| Klasyfikacja etapu |                        |                   |                                    |            |
| Kolarz | Kolarz                 | Państwo           | Drużyna                            | Czas       |
| 1. | Sergio Higuita         | Kolumbia          | Bora-Hansgrohe                     | 4h 14' 53" |
| 2. | Daniel Felipe Martínez | Kolumbia          | Ineos Grenadiers                   | + 0"       |
| 3. | Brandon McNulty        | Stany Zjednoczone | UAE Team Emirates                  | + 1"       |
| 4. | David Gaudu            | Francja           | Groupama-FDJ                       | + 1"       |
| 5. | Remco Evenepoel        | Belgia            | Quick-Step Alpha Vinyl             | + 9"       |
| 6. | Tobias Foss            | Norwegia          | Jumbo-Visma                        | + 22"      |
| 7. | Jay Vine               | Australia         | Alpecin-Fenix                      | + 22"      |
| 8. | Frederico Figueiredo   | Portugalia        | Glassdrive-Q8-Anicolor             | + 40"      |
| 9. | Sven Erik Bystrøm      | Norwegia          | Intermarché-Wanty-Gobert Matériaux | + 42"      |
| 10. | Ethan Hayter           | Wielka Brytania   | Ineos Grenadiers                   | + 42"      |

## Klasyfikacje

### Klasyfikacja generalna
| \| Klasyfikacja generalna \| Klasyfikacja generalna \| Klasyfikacja generalna \| Klasyfikacja generalna \| Klasyfikacja generalna \| \| Kolarz \| Kolarz \| Państwo \| Drużyna \| Czas \| \| ---------------------- \| ---------------------- \| ---------------------- \| ---------------------------------- \| ---------------------- \| \| 1. \| Remco Evenepoel \| Belgia \| Quick-Step Alpha Vinyl \| 19h 35' 03" \| \| 2. \| Brandon McNulty \| Stany Zjednoczone \| UAE Team Emirates \| + 1' 17" \| \| 3. \| Daniel Felipe Martínez \| Kolumbia \| Ineos Grenadiers \| + 1' 21" \| \| 4. \| Ethan Hayter \| Wielka Brytania \| Ineos Grenadiers \| + 1' 39" \| \| 5. \| David Gaudu \| Francja \| Groupama-FDJ \| + 2' 00" \| \| 6. \| Tobias Foss \| Norwegia \| Jumbo-Visma \| + 2' 04" \| \| 7. \| Stefan Küng \| Szwajcaria \| Groupama-FDJ \| + 2' 16" \| \| 8. \| Thibault Guernalec \| Francja \| Arkéa-Samsic \| + 2' 41" \| \| 9. \| Sven Erik Bystrøm \| Norwegia \| Intermarché-Wanty-Gobert Matériaux \| + 3' 13" \| \| 10. \| Dylan van Baarle \| Holandia \| Ineos Grenadiers \| + 3' 38" \| |                        |                   |                                    |             |
| |                        |                   |                                    |             |
| Źródło: ProCyclingStats |                        |                   |                                    |             |
| Klasyfikacja generalna |                        |                   |                                    |             |
| Kolarz | Kolarz                 | Państwo           | Drużyna                            | Czas        |
| 1. | Remco Evenepoel        | Belgia            | Quick-Step Alpha Vinyl             | 19h 35' 03" |
| 2. | Brandon McNulty        | Stany Zjednoczone | UAE Team Emirates                  | + 1' 17"    |
| 3. | Daniel Felipe Martínez | Kolumbia          | Ineos Grenadiers                   | + 1' 21"    |
| 4. | Ethan Hayter           | Wielka Brytania   | Ineos Grenadiers                   | + 1' 39"    |
| 5. | David Gaudu            | Francja           | Groupama-FDJ                       | + 2' 00"    |
| 6. | Tobias Foss            | Norwegia          | Jumbo-Visma                        | + 2' 04"    |
| 7. | Stefan Küng            | Szwajcaria        | Groupama-FDJ                       | + 2' 16"    |
| 8. | Thibault Guernalec     | Francja           | Arkéa-Samsic                       | + 2' 41"    |
| 9. | Sven Erik Bystrøm      | Norwegia          | Intermarché-Wanty-Gobert Matériaux | + 3' 13"    |
| 10. | Dylan van Baarle       | Holandia          | Ineos Grenadiers                   | + 3' 38"    |

| Klasyfikacja punktowa | Klasyfikacja punktowa  | Klasyfikacja punktowa | Klasyfikacja punktowa              | Klasyfikacja punktowa |
| Kolarz                | Kolarz                 | Państwo               | Drużyna                            | Punkty                |
| --------------------- | ---------------------- | --------------------- | ---------------------------------- | --------------------- |
| 1.                    | Fabio Jakobsen         | Holandia              | Quick-Step Alpha Vinyl             | 51 pkt                |
| 2.                    | Bryan Coquard          | Francja               | Cofidis                            | 36 pkt                |
| 3.                    | Alexander Kristoff     | Norwegia              | Intermarché-Wanty-Gobert Matériaux | 29 pkt                |
| 4.                    | David Gaudu            | Francja               | Groupama-FDJ                       | 23 pkt                |
| 5.                    | Brandon McNulty        | Stany Zjednoczone     | UAE Team Emirates                  | 20 pkt                |
| 6.                    | Tim Merlier            | Belgia                | Alpecin-Fenix                      | 20 pkt                |
| 7.                    | Daniel Felipe Martínez | Kolumbia              | Ineos Grenadiers                   | 18 pkt                |
| 8.                    | Remco Evenepoel        | Belgia                | Quick-Step Alpha Vinyl             | 17 pkt                |
| 9.                    | Michele Gazzoli        | Włochy                | Astana Qazaqstan Team              | 17 pkt                |
| 10.                   | Sergio Higuita         | Kolumbia              | Bora-Hansgrohe                     | 15 pkt                |

| Klasyfikacja punktowa | Klasyfikacja punktowa  | Klasyfikacja punktowa | Klasyfikacja punktowa              | Klasyfikacja punktowa |
| Kolarz                | Kolarz                 | Państwo               | Drużyna                            | Punkty                |
| --------------------- | ---------------------- | --------------------- | ---------------------------------- | --------------------- |
| 1.                    | Fabio Jakobsen         | Holandia              | Quick-Step Alpha Vinyl             | 51 pkt                |
| 2.                    | Bryan Coquard          | Francja               | Cofidis                            | 36 pkt                |
| 3.                    | Alexander Kristoff     | Norwegia              | Intermarché-Wanty-Gobert Matériaux | 29 pkt                |
| 4.                    | David Gaudu            | Francja               | Groupama-FDJ                       | 23 pkt                |
| 5.                    | Brandon McNulty        | Stany Zjednoczone     | UAE Team Emirates                  | 20 pkt                |
| 6.                    | Tim Merlier            | Belgia                | Alpecin-Fenix                      | 20 pkt                |
| 7.                    | Daniel Felipe Martínez | Kolumbia              | Ineos Grenadiers                   | 18 pkt                |
| 8.                    | Remco Evenepoel        | Belgia                | Quick-Step Alpha Vinyl             | 17 pkt                |
| 9.                    | Michele Gazzoli        | Włochy                | Astana Qazaqstan Team              | 17 pkt                |
| 10.                   | Sergio Higuita         | Kolumbia              | Bora-Hansgrohe                     | 15 pkt                |

| Klasyfikacja górska | Klasyfikacja górska    | Klasyfikacja górska | Klasyfikacja górska            | Klasyfikacja górska |
| Kolarz              | Kolarz                 | Państwo             | Drużyna                        | Punkty              |
| ------------------- | ---------------------- | ------------------- | ------------------------------ | ------------------- |
| 1.                  | João Matias            | Portugalia          | Tavfer-Mortágua-Ovos Matinados | 15 pkt              |
| 2.                  | David Gaudu            | Francja             | Groupama-FDJ                   | 12 pkt              |
| 3.                  | Dries De Bondt         | Belgia              | Alpecin-Fenix                  | 10 pkt              |
| 4.                  | Ethan Hayter           | Wielka Brytania     | Ineos Grenadiers               | 9 pkt               |
| 5.                  | Brandon McNulty        | Stany Zjednoczone   | UAE Team Emirates              | 7 pkt               |
| 6.                  | Jonathan Castroviejo   | Hiszpania           | Ineos Grenadiers               | 7 pkt               |
| 7.                  | Sergio Higuita         | Kolumbia            | Bora-Hansgrohe                 | 6 pkt               |
| 8.                  | Ben Tulett             | Wielka Brytania     | Ineos Grenadiers               | 6 pkt               |
| 9.                  | Daniel Felipe Martínez | Kolumbia            | Ineos Grenadiers               | 6 pkt               |
| 10.                 | José Fernandes         | Portugalia          | W52-FC Porto                   | 4 pkt               |

| Klasyfikacja górska | Klasyfikacja górska    | Klasyfikacja górska | Klasyfikacja górska            | Klasyfikacja górska |
| Kolarz              | Kolarz                 | Państwo             | Drużyna                        | Punkty              |
| ------------------- | ---------------------- | ------------------- | ------------------------------ | ------------------- |
| 1.                  | João Matias            | Portugalia          | Tavfer-Mortágua-Ovos Matinados | 15 pkt              |
| 2.                  | David Gaudu            | Francja             | Groupama-FDJ                   | 12 pkt              |
| 3.                  | Dries De Bondt         | Belgia              | Alpecin-Fenix                  | 10 pkt              |
| 4.                  | Ethan Hayter           | Wielka Brytania     | Ineos Grenadiers               | 9 pkt               |
| 5.                  | Brandon McNulty        | Stany Zjednoczone   | UAE Team Emirates              | 7 pkt               |
| 6.                  | Jonathan Castroviejo   | Hiszpania           | Ineos Grenadiers               | 7 pkt               |
| 7.                  | Sergio Higuita         | Kolumbia            | Bora-Hansgrohe                 | 6 pkt               |
| 8.                  | Ben Tulett             | Wielka Brytania     | Ineos Grenadiers               | 6 pkt               |
| 9.                  | Daniel Felipe Martínez | Kolumbia            | Ineos Grenadiers               | 6 pkt               |
| 10.                 | José Fernandes         | Portugalia          | W52-FC Porto                   | 4 pkt               |

| Klasyfikacja młodzieżowa | Klasyfikacja młodzieżowa | Klasyfikacja młodzieżowa | Klasyfikacja młodzieżowa         | Klasyfikacja młodzieżowa |
| Kolarz                   | Kolarz                   | Państwo                  | Drużyna                          | Czas                     |
| ------------------------ | ------------------------ | ------------------------ | -------------------------------- | ------------------------ |
| 1.                       | Remco Evenepoel          | Belgia                   | Quick-Step Alpha Vinyl           | 19h 35' 03"              |
| 2.                       | Johannes Staune-Mittet   | Norwegia                 | Jumbo-Visma                      | + 11' 32"                |
| 3.                       | Pedro Pinto              | Portugalia               | Tavfer-Mortágua-Ovos Matinados   | + 12' 05"                |
| 4.                       | António Ferreira         | Portugalia               | Kelly-Simoldes-UDO               | + 26' 10"                |
| 5.                       | Afonso Silva             | Portugalia               | Kelly-Simoldes-UDO               | + 27' 11"                |
| 6.                       | Vinicio Rodrigues        | Portugalia               | Rádio Popular-Paredes-Boavista   | + 32' 56"                |
| 7.                       | Michel Heßmann           | Niemcy                   | Jumbo-Visma                      | + 33' 45"                |
| 8.                       | Hélder Gonçalves         | Portugalia               | Kelly-Simoldes-UDO               | + 34' 00"                |
| 9.                       | Rúben Simão              | Portugalia               | LA Alumínios-Credibom-Marcos Car | + 39' 19"                |
| 10.                      | Ben Tulett               | Wielka Brytania          | Ineos Grenadiers                 | + 39' 51"                |

| Klasyfikacja młodzieżowa | Klasyfikacja młodzieżowa | Klasyfikacja młodzieżowa | Klasyfikacja młodzieżowa         | Klasyfikacja młodzieżowa |
| Kolarz                   | Kolarz                   | Państwo                  | Drużyna                          | Czas                     |
| ------------------------ | ------------------------ | ------------------------ | -------------------------------- | ------------------------ |
| 1.                       | Remco Evenepoel          | Belgia                   | Quick-Step Alpha Vinyl           | 19h 35' 03"              |
| 2.                       | Johannes Staune-Mittet   | Norwegia                 | Jumbo-Visma                      | + 11' 32"                |
| 3.                       | Pedro Pinto              | Portugalia               | Tavfer-Mortágua-Ovos Matinados   | + 12' 05"                |
| 4.                       | António Ferreira         | Portugalia               | Kelly-Simoldes-UDO               | + 26' 10"                |
| 5.                       | Afonso Silva             | Portugalia               | Kelly-Simoldes-UDO               | + 27' 11"                |
| 6.                       | Vinicio Rodrigues        | Portugalia               | Rádio Popular-Paredes-Boavista   | + 32' 56"                |
| 7.                       | Michel Heßmann           | Niemcy                   | Jumbo-Visma                      | + 33' 45"                |
| 8.                       | Hélder Gonçalves         | Portugalia               | Kelly-Simoldes-UDO               | + 34' 00"                |
| 9.                       | Rúben Simão              | Portugalia               | LA Alumínios-Credibom-Marcos Car | + 39' 19"                |
| 10.                      | Ben Tulett               | Wielka Brytania          | Ineos Grenadiers                 | + 39' 51"                |

| Klasyfikacja drużynowa | Klasyfikacja drużynowa | Klasyfikacja drużynowa | Klasyfikacja drużynowa |
| Drużyna                | Drużyna                | Państwo                | Czas                   |
| ---------------------- | ---------------------- | ---------------------- | ---------------------- |
| 1.                     | Ineos Grenadiers       | Wielka Brytania        | 58h 51' 40"            |
| 2.                     | Arkéa-Samsic           | Francja                | + 3' 57"               |
| 3.                     | Groupama-FDJ           | Francja                | + 6' 26"               |
| 4.                     | Trek-Segafredo         | Stany Zjednoczone      | + 13' 20"              |
| 5.                     | Jumbo-Visma            | Holandia               | + 14' 27"              |

| Klasyfikacja drużynowa | Klasyfikacja drużynowa | Klasyfikacja drużynowa | Klasyfikacja drużynowa |
| Drużyna                | Drużyna                | Państwo                | Czas                   |
| ---------------------- | ---------------------- | ---------------------- | ---------------------- |
| 1.                     | Ineos Grenadiers       | Wielka Brytania        | 58h 51' 40"            |
| 2.                     | Arkéa-Samsic           | Francja                | + 3' 57"               |
| 3.                     | Groupama-FDJ           | Francja                | + 6' 26"               |
| 4.                     | Trek-Segafredo         | Stany Zjednoczone      | + 13' 20"              |
| 5.                     | Jumbo-Visma            | Holandia               | + 14' 27"              |

### Liderzy klasyfikacji
| Etap   |                            | Pierwsze miejsce _ | Klasyfikacja generalna | Punktowa       | Górska      | Młodzieżowa     | Drużynowa _            |
| ------ | -------------------------- | ------------------ | ---------------------- | -------------- | ----------- | --------------- | ---------------------- |
| 1      | pagórkowaty                | Fabio Jakobsen     | Fabio Jakobsen         | Fabio Jakobsen | João Matias | Remco Evenepoel | Quick-Step Alpha Vinyl |
| 2      | górski                     | David Gaudu        | David Gaudu            | Fabio Jakobsen | David Gaudu | Remco Evenepoel | Ineos Grenadiers       |
| 3      | pagórkowaty                | Fabio Jakobsen     | David Gaudu            | Fabio Jakobsen | João Matias | Remco Evenepoel | Ineos Grenadiers       |
| 4      | jazda indywidualna na czas | Remco Evenepoel    | Remco Evenepoel        | Fabio Jakobsen | João Matias | Remco Evenepoel | Ineos Grenadiers       |
| 5      | górzysty                   | Sergio Higuita     | Remco Evenepoel        | Fabio Jakobsen | João Matias | Remco Evenepoel | Ineos Grenadiers       |
| Koniec | Koniec                     |                    | Remco Evenepoel        | Fabio Jakobsen | João Matias | Remco Evenepoel | Ineos Grenadiers       |